# David Knopfler
David Knopfler (Glasgow, Escocia, 27 de diciembre de 1952) es un influyente guitarrista, pianista, cantante y compositor británico, miembro y cofundador de la banda de rock británica Dire Straits y hermano del guitarrista Mark Knopfler. Después de dejar la banda, se embarcó en una carrera en solitario como cantante, contando en su haber con más de 12 discos en solitario junto a Harry Bogdanovs, exhibiendo una disposición en la estructura musical de sus composiciones un sonido armónico con toques ingeniosos de jazz, plácidas melodías y folk suave.

## Biografía
David Knopfler creció en Newcastle (Inglaterra), junto con su hermana Ruth Knopfler y su famoso hermano Mark Knopfler, David Knopfler es el hijo más pequeño de María Luise y Erwin Knopfler, húngaro-judío que huyó por la amenaza de los nazis.
En Newcastle asistió a la Gosforth Grammar School. David Knopfler desarrolló un temprano interés en la música. A la edad de 11 años, tocaba varios instrumentos. El órgano, y en particular la guitarra y el piano, fueron importantes en su vida. Ya por la edad de 14 años, en su adolescencia, interpretó sus propias canciones en los clubes, esto era ya en la década de los 60 y actuó en centros comunitarios y escuelas locales. Después de asistir a la Politécnica de Bristol , se convirtió en trabajador social en Londres, donde compartió un apartamento con John Illsley. David Knopfler pasó tres años con Dire Straits. Después de salir de la banda, se embarcó en una carrera en solitario como cantante, y trabajó haciendo música para cine.
David Knopfler también ha publicado un libro de poesía. El contacto con su hermano se ha limitado a eventos privados, desde la ruptura en 1980. David se casó con la escritora Anna Perera en marzo de 1984. Tienen un hijo, nacido en agosto de 1985. Anna y David se divorciaron en 2010. Actualmente tiene una relación con la profesora de arte Leslie Stroz.

## Carrera

### Primeros años

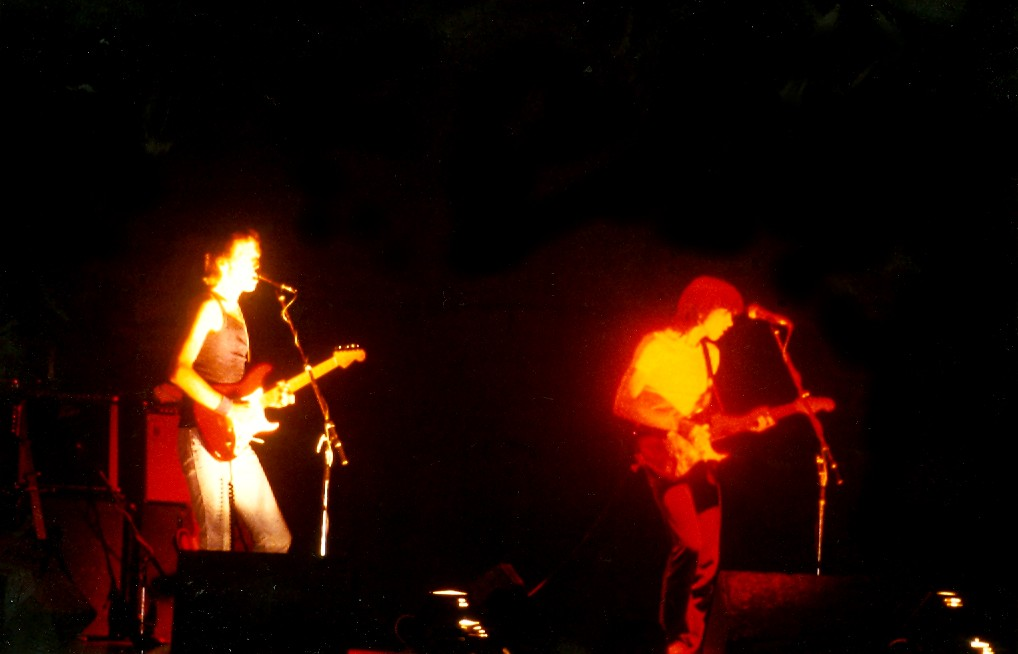
Mark y David Knopfler en 1979

David Knopfler presentó al bajista John Illsley a su hermano mayor, Mark Knopfler, y que (junto con el batería Pick Withers) se convirtieron en los fundadores de Dire Straits. 
Un amigo de Mark Knopfler decidió el nombre, en referencia a la situación financiera de los componentes del grupo en esos momentos, sin embargo, David afirma en su sitio web que "la idea de que la banda literalmente, estuviera en esta situación se debe en gran retrospectiva al mito y no es sostenible". Todos tenían puestos de trabajo hasta que un día teníamos un gran avance de PolyGram.  David Knopfler fue guitarra rítmica y apareció con Dire Straits en los dos primeros álbumes Dire Straits de (1978) y  Communiqué (1979). Inicia las grabaciones de su tercer disco con la banda titulado Making Movies de 1980, pero este lo dejó, para iniciar su carrera en solitario.
Cuando el álbum de Dire Straits Brothers in Arms fue lanzado en 1985, se pensó que Mark Knopfler había escrito la primera canción del álbum titulada "So Far Away" en su desesperación ante el rumor de pelea con su hermano David Knopfler.

## Después de Dire Straits

### Primeros años
Después de salir de Dire Straits, Knopfler se dedicó a las grabaciones de lo que sería su primer álbum, titulado Release (1983). Mark Knopfler y John Illsley participan en dos de las canciones del álbum, Madonna's Daughter y Soul Kissing respectivamente. El sencillo de lanzamiento fue Soul Kissing, el sencillo fue un éxito comercial en Inglaterra y Alemania, el álbum fue lanzado bajo el sello de Peach Records en la edición canadiense y Paris Records en la edición inglesa.
Knopfler lanza su segundo LP Behind The Lines (1985). El cual los sencillos lanzados fueron Heart to heart y Shockwave. El álbum tuvo un fuerte sonido de sintetizadores muy característicos de la música de la época, el álbum fue publicado por Paris Records en Inglaterra y Polydor en Alemania. Después publicó Cut the wire (1986), con el sencillo de lanzamiento The hurricane y Freakshow, el álbum fue lanzado por Paris Records en Inglaterra y por Zafiro en España. Y ya en 1988 publica si disco Lips Against the Steel en los Estados Unidos para Cypress Records. Tuvo de sencillo Heat Come Down.

### Década de 1990
Ya en la década de los noventa, Knopfler publica Lifelines (1991) para Fonogram es el disco más roquero de Knopfler y con una buena producción y arreglos, se grabó en los estudios Real World Studios de Peter Gabriel. El disco incluye secciones de cuerda que se compenetran bien con los sonidos roqueros, algo muy común en la época. Los sencillos del álbum fueron entre otros : Rise Again, Like Lovers Do.
El álbum fue seguido en 1993 por The Giver, publicado por MESA/Bluemoon en los Estados Unidos y BMG/Ariola en Europa. Cuyos singles fueron entre otros: Hey, Jesus o How Many Time?. Su escasos arreglos acústicos recibió comentarios positivos, al igual que Small Mercies de 1995, que David Knopfler coproducido con Harry Bogdanovs y con Chris White en el saxofón.

### Década de 2000 a la actualidad

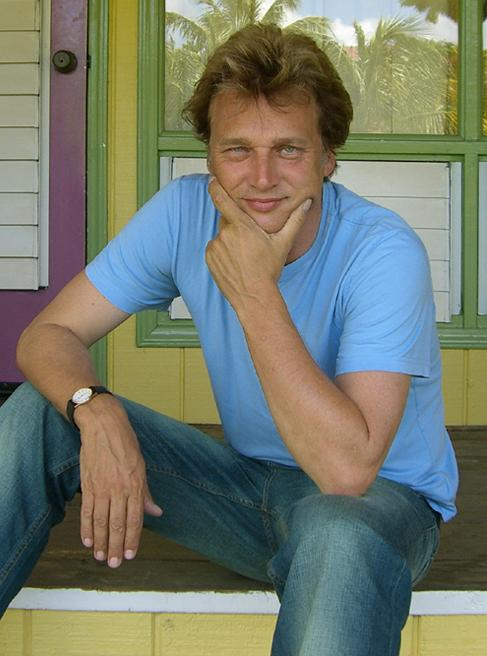
Knopfler en 2004.

En 2001, David Knopfler coprodujo junto a Harry Bogdanovs el álbum Wishbones, que tiene una aparición de Chris Rea al saxofón de nuevo. El álbum también cuenta con la colaboración de Alan Clark a los teclados. Los sencillos fueron entre otros los siguientes: Shadowlands. Y otro que nunca llego a ver la luz.
Su noveno álbum en solitario, Ship of Dreams, que también incluyó Chris Rea, fue lanzado en 2004. El álbum también cuenta con la colaboración de Alan Clark a los teclados. El álbum incluía una versión alternativa de "Tears Fall" con Megan Slankard en la edición de Estados Unidos (en sustitución de Julie Neigel) en la edición de Europea en el lanzamiento original. En mayo de 2005, publicó un libro de poesía titulado Blood Stones and Rhythmic Beasts, que fue lanzado en el Reino Unido por BlackWing (ISBN 0-9550260-0-8).
David Knopfler lanzó su décimo álbum Songs for the Siren que fue publicado en 2006, para BlueRose Records. Mucho más relajado, aunque conservando los estilos propios que marcan sus anteriores álbumes. También ha compuesto para otros cantautores como Amilia Spicer, Mark Starks, Megan Slankard y Wendy Lands. Colaboró en diversos conciertos, Alemania, Suiza, Austria, Canadá, Turquía y Australia en 2007 y 2008, para Megan Slankard.
Su último álbum se titula Acoustic (2012) dicho álbum fue lanzado después de la gira, el álbum se puede encontrar en los principales medios de descargar digitales como Spotify o iTunes. 
Después de su gira por España de duración del mes de febrero de 2011, dicha gira finalizó el Día 4 de marzo con un concierto en la ciudad española de Valencia.

## Otras actividades
Durante la década de 1990, David Knopfler se sumó a sus actividades musicales, con un sitio de desarrolladores web profesionales. Él creó para diversas empresas e instituciones, sitios web y se ocupa de forma intensiva con técnicas de diseño de páginas web. También extendió su gama de servicios a las áreas de e-commerce, e-publicación, HTML y de Internet y Consultoría.
Paralelamente a sus actividades musicales, Knopfler a lo largo de los años ha participado activamente en la participación cívica en particular a la comprensión humana y la conservación han sido uno de los temas. Entre otras cosas, el apoyo activo de organizaciones como Amnistía Internacional y Greenpeace, y ocupa un lugar destacado panelista de otra manera a menudo en el debate público.
También ha actuado en galas benéficas como en 2004 para la gala de José Carreras o Rock for Asia, En otoño de 2006 apareció en el escenario a duetos con Karine Polwart en Shakespeare's Globe de Londres en apoyo de Reprieve.org

## Discografía

### Con Dire Straits
| Año  | Álbum                                           | Información adicional    |
| ---- | ----------------------------------------------- | ------------------------ |
| 1978 | Dire Straits                                    | Guitarra rítmica         |
| 1979 | Communiqué                                      | Guitarra rítmica y coros |
| 1980 | Making Movies                                   | No acreditado            |
| 1988 | Money for Nothing                               | Recopilatorio            |
| 1995 | Live at the BBC                                 | Directo                  |
| 1998 | Sultans of Swing: The Very Best of Dire Straits | Recopilatorio            |

### En solitario
| Año  | Álbum                                 |
| ---- | ------------------------------------- |
| 1983 | Release                               |
| 1985 | Behind The Lines                      |
| 1986 | Cut The Wire                          |
| 1988 | Lips Against the Steel                |
| 1991 | Lifelines                             |
| 1993 | The Giver                             |
| 1994 | Small Mercies                         |
| 2001 | Wishbones                             |
| 2004 | Ship of Dreams                        |
| 2006 | Songs for the Siren                   |
| 2011 | Acoustic (con Harry Bogdanovs)        |
| 2013 | Made in Germany (con Harry Bogdanovs) |

### Recopilatorios
| Año  | Álbum                     |
| ---- | ------------------------- |
| 2008 | The Compilation           |
| 2009 | The Anthology 1983 - 2009 |

## DVD

### Con Dire Straits
- Dire Straits - Sultans of Swing - Live in Germany (grabado en 1979; publicado en 2008)

### En Solitario
- Rock For Asia - Das Charity Konzert (2005)

### Películas
- Treffer (producción alemana; 1984)
- Shergar (producción de la BBC; 1984)
- Tatort (producción alemana; 1985)
- Jakob hinter der blauen Tür (producción alemana; 1986)
- Laser Mission (producción Francia-Alemania-Estados Unidos; Misión Láser; 1989)